# 不歸零 (信號)

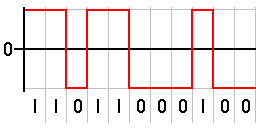
二進位碼以矩形脈衝的方式改變振幅。

不歸零編碼 (non-return-to-zero line code, NRZ) 指的是一種二進位的訊號代碼，在這種傳輸方式中，1 和 0 都分別由不同的電子狀態來表現，除此之外，沒有中性狀態、亦沒有其他種狀態。這種脈衝的能量比歸零代碼(return-to-zero, RZ) 要來得密集，但它傳輸時是不停歇的，這代表同步信號必須在此代碼之外獨自傳輸。
在給定一個信號頻率的情況下（比如說位元率），NRZ 代碼只需要曼徹斯特碼 (Manchester code) 的一半頻寬。
當用於非同步傳輸時，由於缺少中性狀態，必須依靠其他種機制，來達成在同步傳輸中使用時鐘偵測錯誤的資料回復工作。
NRZ-Level 本身並非一種同步系統，而更是一種編碼方式，因為它可用於同步環境、或非同步環境中，也就是不管有沒有明確的時鐘訊號，都可以運作。所以，討論 NRZ-Level 編碼是否在時鐘「跳動 (clock-edge)」或「跳動之間 (between clock-edge)」並非必要的，因為每一個訊號一定都是以給定的時脈來傳輸的，這就暗示了訊號內在的時脈。真正的問題是，能否在接收端以當初取樣時的同樣頻率重繪該訊號。
然而，由於 NRZ 訊號的脈衝與時鐘是一致的，這就很容易看出 NRZ-Level 和其他編碼方式的不同，例如前面提到的曼徹斯特碼，它需要明確的時脈資訊（即 NRZ 和時鐘的 XOR 值），還能看出與 NRZ-Mark 和 NRZ-Inverted 等編碼的不同。

## 單極 NRZ-Level
「1」由一種物理電平表現，例如傳輸線上的直流偏移 (DC bias)。
「0」由另一種電平表現（通常是正電壓）。
在時脈術語中，通常「1」沿著上一個位元的時脈邊緣，維持或改變到一個較低的位置；而「0」則沿著上一個位元的時脈邊緣，維持或改變到一個較高的位置，或者兩者反過來。這可能會造成一長串不改變的電平，讓同步工作變得困難。一個解決辦法是只傳送有著許多變化的訊號，見限制遊長 (Run Length Limited)。
圖表顯示最低一條線代表真正的零電平，而其上是代表「0」的邏輯電平，電壓代表「1」，這種配置較稀少。

## 兩極 NRZ-Level
「1」由一物理電平表現（通常是負電壓）。
「0」由另一電平表現（通常是正電壓）。
在時脈術語中，兩極的 NRZ-Level 電壓沿著上一個位元的時脈邊緣，從正轉向負。
這種訊號的例子是 RS-232，它的「1」是 -5v 至 -12V 之間、「0」是 +5V 至 +12V 之間。

## NRZ-Mark
「1」由物理電平的改變來表示。
「0」由物理電平的沒有改變來表示。
在時脈術語中，沿著上一個位元的時脈邊緣作出改變的代表「1」，沒有改變的代表「0」。
觀看圖表來理解以改變為基礎的編碼時，必須理解到如果第一個位元之前的初始狀態被判斷為相反的，則整個訊號會是反相的、或部份反相的。
在其他文件中，這個編碼很常只用「NRZ」單名來稱呼；FIPS 1037 也把「不歸零改變為一 (non-return-to-zero change-on-ones)」和「不歸零一 (non-return-to-zero one)」定義為與此相同的東西。

## NRZ-Space
「1」由物理電平的沒有改變來表現。
「0」由電平的改變來表現。
在時脈術語中，沿著前一個位元的時脈邊緣改變的電平代表的是「0」。
這個「改變為零」的應用例子是 High-Level Data Link Control 和 USB。它們利用插入零位元來避免長串的未改變位元（即使資料中包含了大量的 1 位元序列）。HDLC 傳輸器會在連續的五個 1 位元後面，自動插入一個 0 位元（一個例外是區塊定義符 "01111110"）。USB 傳輸器會在六個連續的 1 位元後，插入一個 0 位元。接收端將使用每一個電平的轉換（不管是資料本身還是自動插入位元）來維持時脈的同步性，若不為同步，則這些插入 0 位元會被忽略。

## NRZ-Inverted (NRZI)

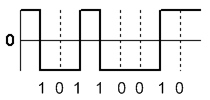
一代表改變的 NRZI

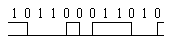
零代表改變的 NRZI

一改變：「1」為物理電平上的改變。「0」為沒有改變。 
零改變：「0」為物理電平上的改變。「1」為沒有改變。 
改變發生在當下位元的時鐘脈衝前緣。
但是，NRZI 會有長串的 0或1 位元出現，導致時脈回覆有困難，可以使用一些編碼技巧（例如遊長限制）來解決。曼徹斯特碼永遠有時脈信號，但傳輸效率比 NRZI 低。
NRZI 編碼被用於磁帶的錄音、CD的刻录和標準 USB 的傳訊。

## 注
1. ↑  例如 non return to zero （页面存档备份，存于）